# Psilachnum striatum
Psilachnum striatum är en svampart som beskrevs av Graddon 1990. Psilachnum striatum ingår i släktet Psilachnum och familjen Hyaloscyphaceae.   Inga underarter finns listade i Catalogue of Life.